# Domenico Battaglia (kardinal)
Domenico "Mimmo" Battaglia (Satriano, 20. siječnja 1963.) talijanski je katolički prelat koji je nadbiskup Napulja od 2020. godine.
Papa Franjo je 4. studenoga 2024. objavio da planira Battagliu imenovati kardinalom 7. prosinca. Papa Franjo ga je 7. prosinca 2024. proglasio kardinalom, dodijelivši mu kao članu reda svećenika kardinala naslov San Marco Evangelista in Agro Laurentino.